# Mojokusumo
Mojokusumo is een bestuurslaag in het regentschap Mojokerto van de provincie Oost-Java, Indonesië. Mojokusumo telt 2053 inwoners (volkstelling 2010).